# Jewhen Lasarenko

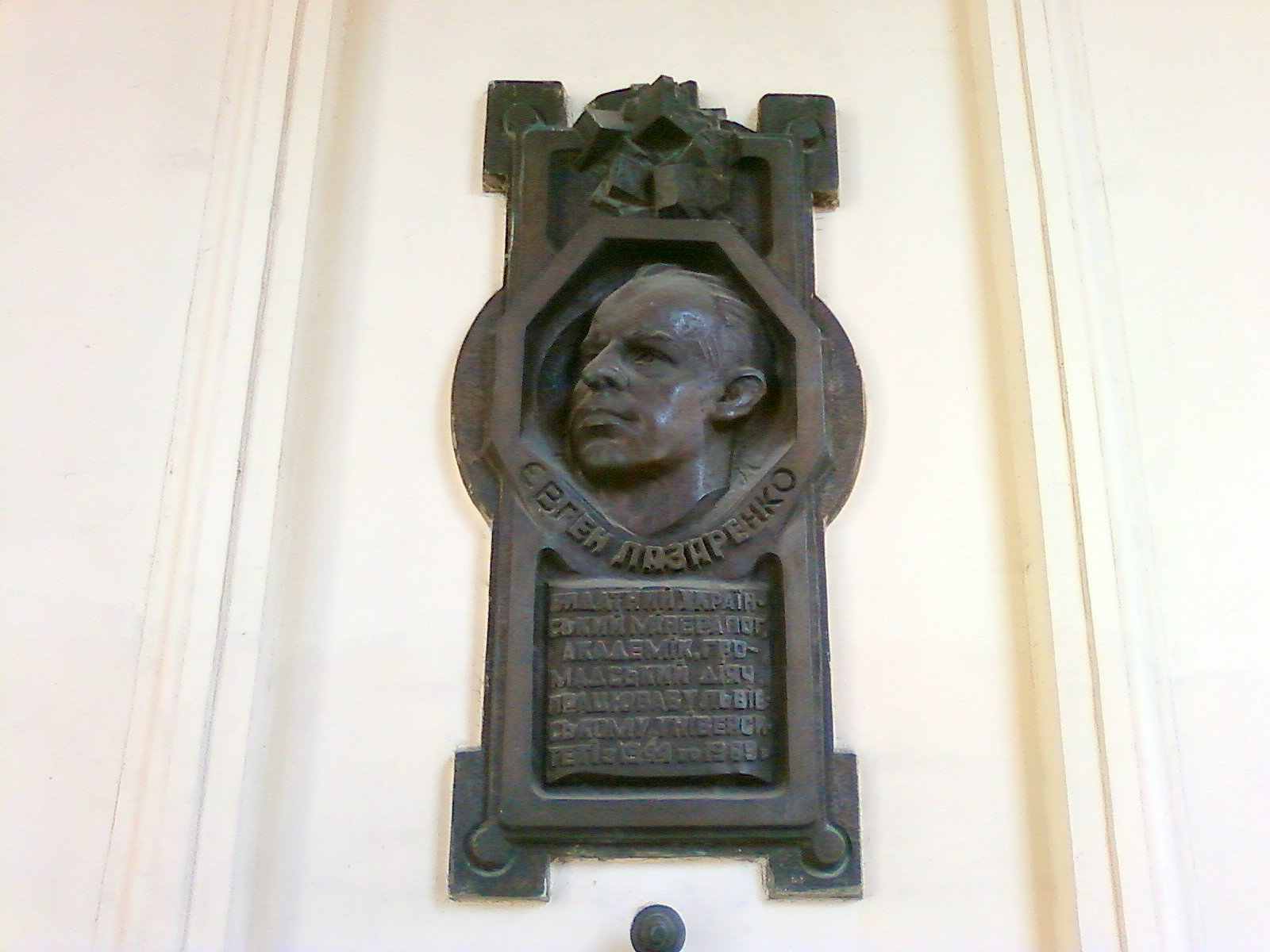
Gedenktafel an Jewhen Lasarenko an der Universität in Lwiw

Jewhen Kostjantynowytsch Lasarenko (ukrainisch Євген Костянтинович Лазаренко; * 13. Oktoberjul. / 26. Oktober 1912greg. in Charkow, Gouvernement Charkow, Russisches Kaiserreich; † 1. Januar 1979 in Kiew, Ukrainische SSR) war ein ukrainisch-sowjetischer Geologe, Mineraloge und Universitätsrektor der Universität Lwiw.

## Leben
Jewhen Lasarenko studierte bis 1934 an der Geologisch-geographischen Fakultät der Universität Charkiw und danach bis 1937 an deren Graduiertenschule.
Zwischen 1938 und 1944 arbeitete er in verschiedenen geologischen Einrichtungen in der Sowjetunion und war Assistenzprofessor der Wissenschaftlichen Universität Woronesch. Nach der Befreiung der Ukraine wechselte er 1944 an die Universität in Lwiw, wo er zunächst als Assistenzprofessor und später als Dekan der Geologischen Fakultät tätig war. Nachdem er 1947 Doktor der Geologie und Mineralogie geworden war, wurde er 1948 Professor und schließlich von 1951 bis 1963 Rektor der Lwiwer Universität.
1951 wurde er korrespondierendes Mitglied und 1969 Akademiemitglied der Akademie der Wissenschaften der USSR. Von 1969 bis 1971 war er Direktor des Instituts für Geologische Wissenschaften der USSR und ab 1972 war er Leiter des Instituts für Geochemie und Physik der ukrainischen Akademie der Wissenschaften.
In den 1960er Jahren entdeckte er im Donezbecken das später nach dem ukrainischen Nationaldichter Taras Schewtschenko benannte Schichtsilikat Tarasovit.
Lasarenko starb 66-jährig in Kiew und wurde dort auf dem Baikowe-Friedhof bestattet.

## Ehrungen
Jewhen Lasarenko erhielt zahlreiche Auszeichnungen und Ehrungen. Darunter:
- 1961 Verdienter Wissenschaftler der USSR[3]
- Ehrendoktor der Wissenschaften der Maria-Curie-Skłodowska-Universität, Lublin[3]
- Ehrenzeichen der Sowjetunion[1]